# Naturally (álbum)
Naturally es el primer álbum de estudio del músico estadounidense JJ Cale, publicado por la compañía discográfica Shelter Records en diciembre de 1971. El álbum incluye la canción «After Midnight», versionada y popularizada por Eric Clapton previamente en 1970.
Cale, que estaba en el anonimato musical en aquel momento, no tenía conocimiento de la grabación de «After Midnight» por parte de Clapton hasta que se convirtió en un éxito en 1970. Audie Ashworth, amigo y productor de Cale, instó al músico a que grabase un álbum completo con el fin de capitalizar el éxito de su propia composición. Algunas canciones, como «Call Me the Breeze», fueron grabadas con una caja de ritmos primitiva y sonidos semejantes a los de una demo.
El álbum muestra el estilo distintivo y sombrió de Cale, y le permitió establecer una carrera en solitario que continuó hasta su fallecimiento en 2013. El álbum fue publicado originalmente en Shelter Records, compañía de Leon Russell y dio lugar a varios sencillos de éxito: «Crazy Mama», que alcanzó el puesto veintidós en la lista Billboard Hot 100, y «After Midnight», que llegó al 42. Varias canciones fueron posteriormente versionadas por otros artistas: «Bringing It Back» por Kansas, «Call Me the Breeze» por Lynyrd Skynyrd y «Clyde» por Waylon Jennings. Naturally llegó al puesto 51 de la lista estadounidense Billboard 200.
En 2009, Naturally fue reeditado por Universal Records en un set junto a Really dentro de la serie 2 For 1.

## Lista de canciones
Todas las canciones compuestas por JJ Cale excepto donde se anota.
1. "Call Me the Breeze"  – 2:35
2. "Call the Doctor"  – 2:26
3. "Don't Go to Strangers"  – 2:22
4. "Woman I Love"  – 2:36
5. "Magnolia"  – 3:23
6. "Clyde" (C. W. Beavers, J.J. Cale) – 2:29
7. "Crazy Mama"  – 2:22
8. "Nowhere to Run"  – 2:26
9. "After Midnight"  – 2:23
10. "River Runs Deep"  – 2:42
11. "Bringing It Back"  – 2:44
12. "Crying Eyes"  – 3:13

## Personal
- JJ Cale: voz y guitarra
- Karl Himmel batería
- Chuck Browning: batería
- Tim Drummond: bajo
- Carl Radle: bajo
- Norbert Putnam: bajo
- Bob Wilson: piano
- David Briggs: piano y órgano
- Jerry Whitehurst: piano
- Weldon Myrick: pedal steel guitar
- Buddy Spicher: violín
- Shorty Lavender: violín
- Walter Hayness: dobro
- Mac Gayden: guitarra slide
- Ed Colis: armónica
- Diane Davidson: coros

## Posición en listas
| País           | Lista         | Posición |
| -------------- | ------------- | -------- |
| Estados Unidos | Billboard 200 | 51       |

| Sencillo         | País           | Lista             | Posición |
| ---------------- | -------------- | ----------------- | -------- |
| «After Midnight» | Estados Unidos | Billboard Hot 100 | 42       |
| «Crazy Mama»     | Estados Unidos | Billboard Hot 100 | 22       |
| «Lies»           | Estados Unidos | Billboard Hot 100 | 42       |